# Stefano Madia
Pour les articles homonymes, voir Madia.
 (mai 2019).
Stefano Madia né à Rome le 31 décembre 1954 et mort dans cette ville le 16 décembre 2004  est un journaliste et acteur italien.

## Biographie
Journaliste de profession jusqu'à la fin des années 1970, Stefano Madia commence sa carrière d'acteur dans La vie est belle, le film sorti en 1979 avec en vedettes Giancarlo Giannini et Ornella Muti. La même année, Dino Risi le fait jouer dans Cher papa où son interprétation du fils terroriste Marco Millozza lui permet de remporter le Prix du meilleur acteur dans un second rôle au Festival de Cannes 1979.
Sa carrière se poursuit au cinéma et à la télévision jusqu'à la première moitié des années 1990, quand il revient au journalisme en collaborant à l'émission de télévision de la RAI Porta a Porta.
En 2001, il est candidat aux élections municipales à Rome sur la liste de Walter Veltroni et sera conseiller communal jusqu'à sa mort causée par un fulgurant cancer du pancréas.
Il est le père de la ministre Marianna Madia.

## Filmographie
- 1979 : Cher papa de Dino Risi
- 1979 : La vie est belle de Grigori Chukhrai
- 1980 : Razza selvaggia de Pasquale Squitieri
- 1982 : Vigili e vigilesse de Franco Prosperi
- 1986 : Le Miel du Diable de Lucio Fulci
- 1987 : Le Camping de la mort (Camping del terrore) de Ruggero Deodato
- 1990 : Oublier Palerme (Dimenticare Palermo) de Francesco Rosi
- 1991 : Riflessi in un cielo scuro de Salvatore Maira
- 1993 : Oltre la notte de Rosario Montesanti